# Oswaldo Cordeiro de Farias

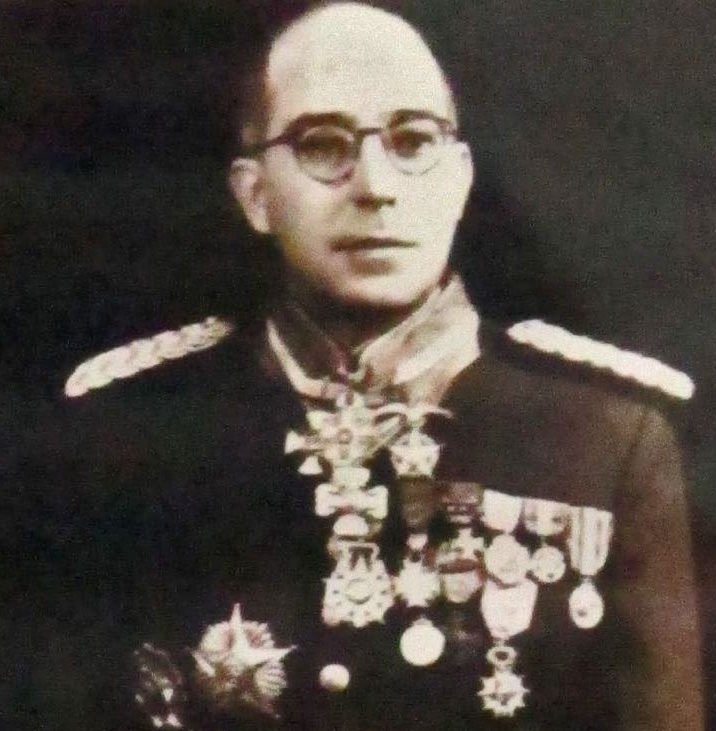
Marschall Oswaldo Cordeiro de Farias

Oswaldo Cordeiro de Farias (* 16. August 1901 in Jaguarão, Rio Grande do Sul; † 17. Februar 1981 in Rio de Janeiro) war ein brasilianischer Marschall und Politiker, der unter anderem zwischen 1938 und 1943 Gouverneur des Bundesstaates Rio Grande do Sul sowie von 1955 bis 1958 Gouverneur des Bundesstaates Pernambuco und zuletzt 1961 Chef des Generalstabes der Streitkräfte war.

## Leben
Cordeiro de Farias absolvierte eine Offiziersausbildung im Heer (Exército Brasileiro) der Streitkräfte (Forças Armadas do Brasil) und fand im Anschluss verschiedene Verwendungen als Offizier sowie Stabsoffizier. Er wurde am 6. Juli 1933 zum Oberstleutnant sowie am 25. Dezember 1937 zum Oberst befördert. Am 4. März 1938 löste er Joaquim Maurício Cardoso als Gouverneur (Governador) des Bundesstaates Rio Grande do Sul ab und bekleidete dieses Amt bis zum 4. September 1943, woraufhin Ernesto Dornelles am 11. September 1943 seine Nachfolge antrat. Während dieser Zeit erfolge am 13. Januar 1942 auch seine Beförderung zum Brigadegeneral.
Während des Zweiten Weltkrieges war Brigadegeneral Cordeiro de Farias von 1943 bis 1944 zunächst Kommandeur der Infanterie der 14. Division und danach zwischen 1944 und 1945 Kommandeur der Artillerie der in Italien eingesetzten 1. Division. Nach Kriegsende fungierte er zwischen 1945 und 1946 als Leiter der Abteilung Heeresausbildung im Kriegsministerium und wurde nach seiner Beförderung zum Generalmajor am 26. August 1946 Militärattaché an der Botschaft in Argentinien. Nach seiner Rückkehr fungierte er vom 20. August 1949 bis zum 28. August 1952 als Kommandant der Generalstabsakademie (Escola Superior de Guerra) und war nach seiner Beförderung zum General vom 28. August 1952 bis 1955 Oberkommandierender der Militärkommandos Nord CMN (Comando Militar do Norte).
Am 31. Januar 1955 übernahm Cordeiro de Farias als Nachfolger von Etelvino Lins de Albuquerque das Amt des Gouverneurs des Bundesstaates Pernambuco, das er bis zu seiner Ablösung durch Otávio Correia de Araújo am 14. November 1958 innehatte. Im Anschluss war er zwischen 1958 und 1961 Vorsitzender der Gemeinsamen Brasilianisch-US-amerikanischen Militärkommission. Zuletzt wurde er am 10. Februar 1961 von Staatspräsident Jânio Quadros als Nachfolger von General João Carlos Barreto zum Chef des Generalstabes der Streitkräfte (Ministro-chefe do Estado-Maior das Forças Armadas) ernannt. Diesen Posten bekleidete er bis zum 16. Oktober 1961. Zu seinem Nachfolger berief Staatspräsident Pascoal Ranieri Mazzilli erst am 12. Juli 1962 General Osvaldo de Araújo Mota. Im August 1965 schied er aus dem aktiven Militärdienst aus und erhielt den Dienstgrad eines Marschalls (Marechal do Exército Brasileiro).

## Weblink
- Eintrag in Generals.dk